# Red Bull Advanced Technologies
Red Bull Advanced Technologies, anciennement Red Bull Technology, est une branche de la marque de boisson énergisante autrichienne Red Bull chargée de concevoir les monoplaces de l'écurie de Formule 1 Red Bull Racing et, jusqu'en 2009, celle de la Scuderia Toro Rosso.
Red Bull Advanced Technologies ne se limite plus au champ de la Formule 1 mais s'investit dans l'aérodynamique, la conception mécanique, la simulation, la modélisation, le développement de systèmes de contrôle et de logiciels et la fabrication.
Parmi le staff technique de Red Bull Advanced Technologies, on retrouve notamment les ingénieurs britanniques Adrian Newey (en qualité de Chief Technical Officer) et Geoff Willis (directeur technique).

## Réalisations

### Red Bull RB17

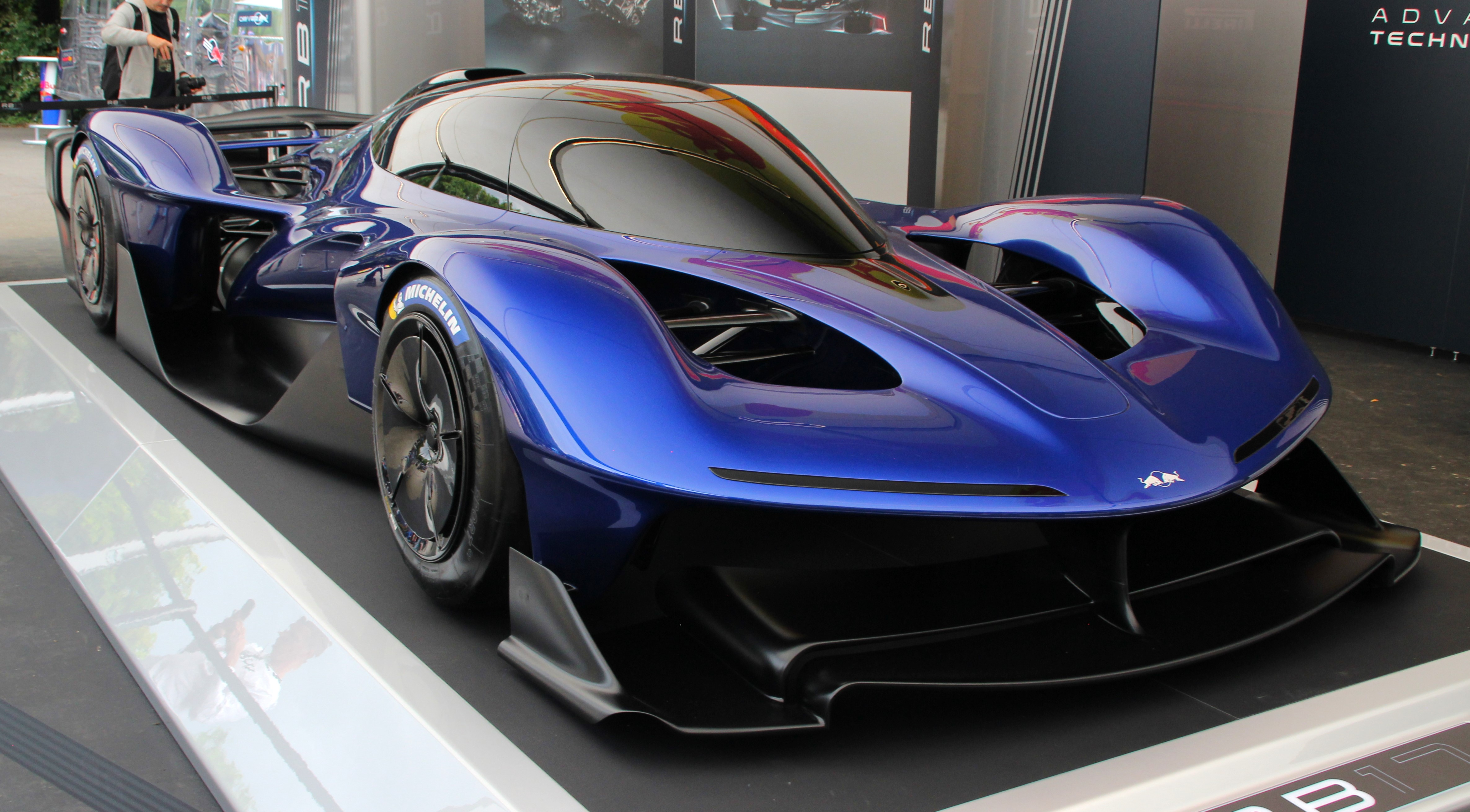
Red Bull RB17

La Red Bull RB17 est une hypercar en développement qui doit être produite à 50 exemplaires vendus approximativement 5,5 millions de dollars. La production devrait commencer en 2025. Elle a été créée par Adrian Newey, le directeur technologique de Red Bull Racing et de Red Bull Advanced Technologies.
Elle sera équipée d'un V10 atmosphérique Cosworth développant 1 250 chevaux, dont 150 par assistance électrique.

### Aston Martin Valkyrie

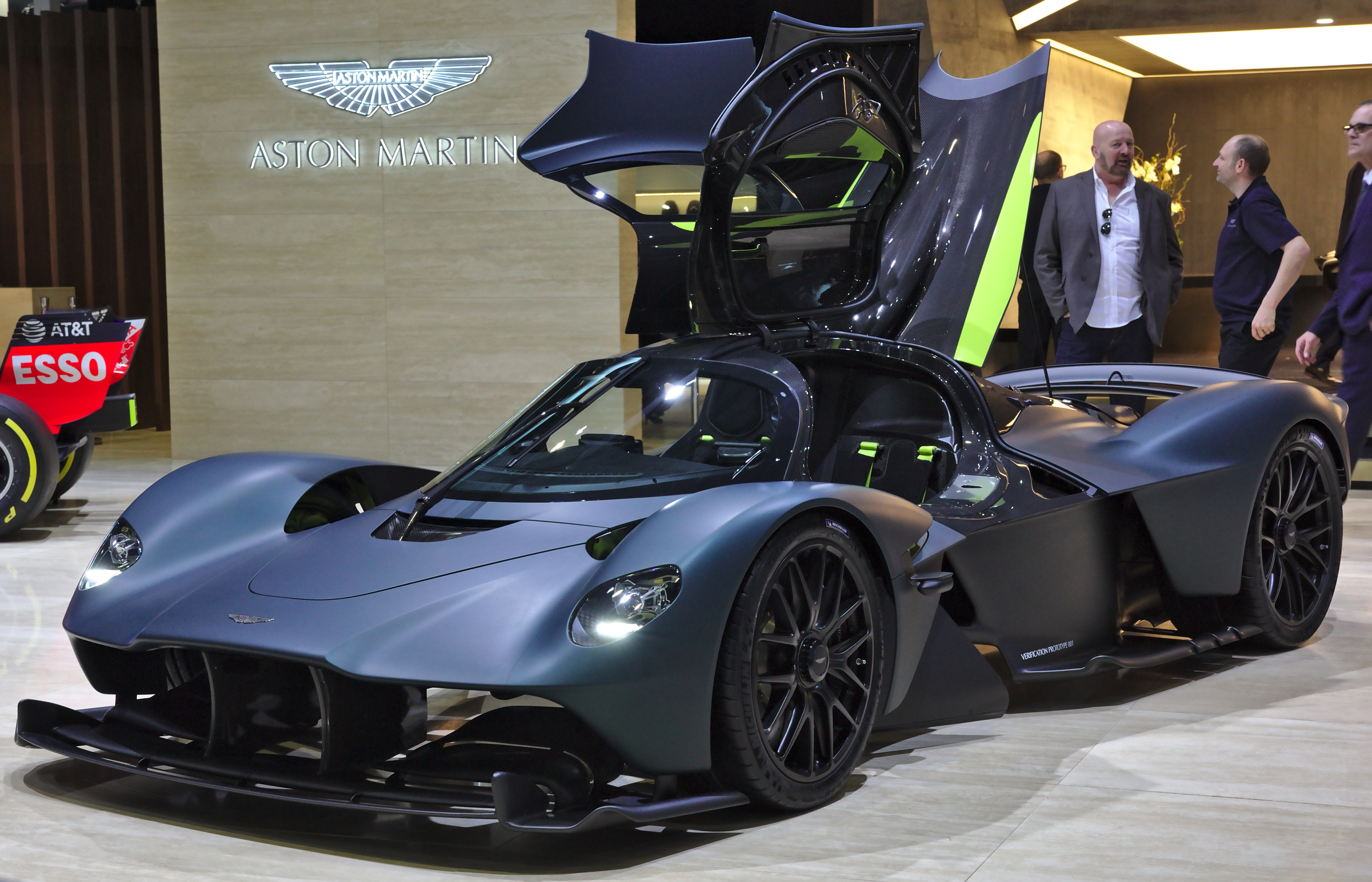
Aston Martin Valkyrie

L'Aston Martin Valkyrie est issue d'une collaboration entre Aston Martin et Red Bull Advanced Technologies. Son nom de code interne est AM-RB 001. Elle a été créée par Adrian Newey, pour une production limitée à 150 exemplaires, vendus 2 929 728 € pièce.
Elle est présentée dans sa version définitive au salon international de l'automobile de Genève 2019, et est commercialisée à partir de novembre 2021. Une version roadster, la Valkyrie Spider, est présentée en 2021 au Concours d'élégance de Pebble Beach.
En termes de performances, il est annoncé une vitesse de pointe de 400 km/h, et un 0 à 100 km/h en 2,7 secondes.

### Le premier skatepark volant du monde
Red Bull Advanced Technologies a construit un skatepark en fibre de carbone en forme de bowl. Ce dernier a ensuite été suspendu dans les airs à 600 mètres d'altitude sous l'une des plus grandes montgolfières du monde, créée en collaboration avec Cameron Balloons. Ce projet a nécessité trois ans de préparation et de conception.
Le skatepark a été utilisé par Kriss Kyle, un athlète anglais sponsorisé par Red Bull, en BMX à 600 mètres d'altitude.
Pour la sécurité du projet, Kriss Kyle était équipé d'un parachute. Il a donc dû s'entrainer en amont à effectuer ses tricks avec ce nouveau poids sur le dos.
Un documentaire nommé Don't look down d'une trentaine de minutes, sur tout le développement, a plus tard été partagé par Red Bull.

### Collaboration avec BMC
BMC et Red Bull Advanced Technologies ont conçu ensemble ce qu'ils appellent le vélo le plus rapide du monde. Il s'agit d'un vélo de route dont la conception a duré à peu près quatre ans,.
Fabian Cancellara, plusieurs fois vainqueur d'étapes du tour de France et médaillé olympique, a beaucoup travaillé dans chaque étape de la conception afin de donner des retours sur la qualité du vélo, permettant son amélioration.
Patrick Nilsson, athlète Red Bull, sera le premier cycliste à l'utiliser en compétition.

### RBS#01
La RBS#01 est une trottinette électrique conçue par Red Bull Advanced Technologies en partenariat avec N Plus Holdings et vendue à 6000 dollars. Cette trottinette principalement construite en fibre d'aluminium pèse aux alentours de 23 kilos et développe une puissance de 750 watts, pour une autonomie de 60 km. Cependant, l'engin est bridé à 45 km/h,.
La trottinette est aux couleurs de Red Bull Racing (bleu et rouge), et en possède le flocage.

### Wingsuit foil
Red Bull Advanced Technologies a collaboré à la conception du tout premier wingsuit foil avec l'athlète Peter Salzmann et du développeur de wingsuit Andreas Podlipnik. La participation des équipes de Red Bull Advanced Technologies s'est notamment portée sur le choix des matériaux, la taille, la géométrie du foil, son aérodynamique et son emplacement.
Il a fallu trois ans et six prototypes pour arriver au modèle final composé d'un noyau en mousse et de composants imprimés en 3D. Le foil mesure 2,1 mètres et se place sous le corps du wingsuiter. Les essais ont été réalisés à Stockholm dans un tunnel de wingsuit intérieur.
Le premier vol a lieu le 24 octobre 2024 depuis la corniche de la Jungfrau (4063 mètres d'altitude). Peter Salzmann, à l'origine du projet, effectue le vol. Trois records sont battus pendant ce premier vol : 
- le temps de vol B.A.S.E. le plus long : 5 minutes et 56 secondes ;
- la distance de vol B.A.S.E. la plus longue : 12,5 kilomètres ;
- la plus grande différence d'altitude entre le décollage et l'atterrissage d'un saut B.A.S.E. : 3 042 mètres[12].

## Polémique
Colin Kolles, le directeur de l'écurie Spyker F1 Team, concurrent direct de Red Bull Racing et Toro Rosso, estime que Red Bull Technology n'est qu'une société fictive qui se confond avec le Red Bull Racing, les deux entités étant d'ailleurs basées dans les mêmes locaux à Milton Keynes en Angleterre. Son existence n'aurait pour but que de permettre à Red Bull de contourner les Accords Concorde interdisant à une équipe (en l'occurrence Toro Rosso) d'engager une monoplace conçue par une autre équipe (ici Red Bull Racing), mais qui n'interdisent pas à deux équipes d'avoir recours à la même société tierce.
Ces accords ont depuis été modifiés pour interdire l'utilisation de la même voiture par deux écuries et, depuis 2010, la Scuderia Toro Rosso développe seule sa monoplace.